# Samuel Karol Korecki
Samuel Karol Korecki (ur. ok. 1621, zm. 12 lutego 1651 roku) – książę, ostatni przedstawiciel rodu Koreckich herbu Pogoń Litewska; starosta ropczycki, żołnierz, rotmistrz chorągwi husarskiej.

## Życiorys
Samuel Karol Korecki urodził się w 1621 w książęcej rodzinie Koreckich herbu Pogoń (Pogonia), jako syn wojewody wołyńskiego księcia Karola Koreckiego i Anny z Potockich. Zdobył bardzo dobre wykształcenie, ukończył studia w uniwersytecie w Grazu (1634) i uniwersytecie w Padwie (1641).
Samuel Korecki był jedynym spadkobiercą i właścicielem olbrzymiej rodowej fortuny, do Koreckich należał niemal cały północno-wschodni narożnik Wołynia, miasta Korzec, Jaruń, Międzyrzec i Targowica oraz rozległe włości w powiatach bracławskim i kijowskim. Wzorem swoich przodków utrzymywał liczne wojska nadworne. W 1644 w bitwie z Tatarami pod Ochmatowem walczył jego pułk jazdy (400 koni).
W 1645 wziął ślub z Marcjanną z Ligęzów, wdową po Janie Karolu Tarle.
Samuel K. Korecki walczył przeciw powstańcom Chmielnickiego, w bitwie pod Korsuniem stracił 1 chorągiew, 9 września 1648 do obozu polskiego pod Piławcami przywiódł 900-osobowy pułk jazdy. 20 czerwca podczas pierwszego dnia bitwy dowodził razem z Samuelem Łaszczem szarżą kawaleryjską, 30 chorągwi lekkiej jazdy, która zepchnęła kozaków do taboru. Po przegranej, w czasie zawieszenia broni, jako jeden z nielicznych właścicieli ziemskich powrócił do rodowego Korca, dwukrotnie przyjmował tam posłów Rzeczypospolitej do Bohdana Chmielnickiego z Adamem Kisielem na czele.
W 1647 roku w zamian za 40. tys. zł zastawił Stefanowi Czarneckiemu miasto Ilińce koło Winnicy.
W 1649 został rotmistrzem komputowej chorągwi husarskiej. Po wznowieniu działań wojennych, w maju 1649 otoczony przez kozaków, zdołał utrzymać się w Korcu do czerwca, do przybycia wojsk polskich, regimentarza Andrzeja Firleja.
W połowie czerwca 1649 razem Krzysztofem Przyjemskim prowadził działania wojenne między rzekami Słuczą i Horyniem na czele oddziału w sile 600 koni i 4 działek. 15 czerwca rozbił w Zwiahlu oddział kozacki. Nie podążył, jak inne wojska koronne, do Zbaraża – udał się w okolice Targowicy i prowadził na terenie zachodniej części Wołynia działania osłaniające. W lipcu z rozkazu króla Jana Kazimierza miał połączyć swe siły z wojskami kasztelana bracławskiego Gabriela Stępkowskiego, w celu prowadzenia wojny podjazdowej. Z niejasnych powodów, prawdopodobnie sporów między dowódcami, do połączenia sił nie doszło. Korecki przybył do obozu królewskiego pod Sokalem. Rozważano tam powierzenie mu dowodzenia nad 7-tysięcznym korpusem, który miał iść na odsiecz obleganym w Zbarażu. Brał udział w bitwie pod Zborowem. Straż przednia, którą dowodził została zmuszona przez Tatarów do odwrotu, następnie walczył na czele swojego pułku na lewym skrzydle, mimo dużych strat zdołał odeprzeć tatarski atak, ranny; dwukrotnie zabito pod nim konia, zyskał miano vir fortissimus.
Po zawarciu ugody zborowskiej, wojska nie rozpuścił. Jesienią 1649 w województwie bracławskim, dochodziło do licznych zatargów jego żołnierzy z kozakami, co mogło doprowadzić ponownego rozpoczęcia walk. W tym czasie książę kurował się z ran poniesionych pod Zborowem.
Ponieważ owdowiał kilka lat wcześniej, postanowił ożenić się, jego wybranką była Zofia z Opalińskich, wdowa po Stanisławie Koniecpolskim. Ślub odbył się 6 lutego 1651 w Rytwianach, na uroczystość zjechali zarówno przedstawiciele magnaterii wielkopolskiej, jak i kresowej, obecni byli: Opalińscy, Radziwiłowie, Czartoryscy, Chlebowicze i Jelcowie.

O mariażu dwóch potężnych rodów, głośno było niemal w całej Rzeczypospolitej. Podczas zaślubin Korecki zasłabł, A. Rolle opisując te wydarzenia napisał: 

Ślub się odbył, ale pod dziwnie smutnymi auspicjami, bo książę nowożeniec od kilku dni już niedomagał, rana niezupełnie zabliźniona otworzyła się na nowo, zima była ostra, nie bacząc na to narażał się, ukrywając chorobę przed narzeczoną, nie chciał jej martwić zbytecznie, ledwie jednak dotrwać potrafił do końca obrzędu, ostatnie wyrazy przysięgi wymawiał niewyraźnie, bredził widocznie.(....). Z kościoła wrócił nieprzytomny, dwa tygodnie przeleżał w malignie, nie poznawał nikogo, odpychał wszystkich, rwał się do wojny (....) po straszliwej walce z chorobą uległ jej w końcu, zamknął oczy na wieki.

 W rzeczywistości zmarł wcześniej niż twierdzi Rolle, bo 12 lutego 1651. Zmarł bezpotomnie.
Samuel Karol Korecki był ostatnim przedstawicielem starego rodu kniaźów Koreckich, wywodzących się od wielkiego księcia litewskiego Olgierda, syna Gedymina. Ród ten dał Rzeczypospolitej wielu znakomitych żołnierzy.